# Ноа Емерих
Ноа Николас Емерих (енгл. Noah Nicholas Emmerich; рођен 27. фебруара 1965. у Њујорку), амерички је позоришни, филмски и ТВ глумац.